# Клиф Пенингтон
Клифорд Рејмонд Пенингтон (енгл. Clifford Raymond Pennington; Винипег, 18. април 1940 — Сент Питерсбург, 26. мај 2020) био је професионални канадски хокејаш на леду који је током каријере играо на позицијама централног нападача. 
Као члан сениорске репрезентације Канаде учествовао је на ЗОИ 1960. у Скво Валију када је селекција Канаде освојила сребрну медаљу.
Током каријере одиграо је укупно и 101 утакмицу у НХЛ лиги (97 утакмица за Бостон бруинсе и 4 сусрета за Монтреал канадијансе). 